# On Avery Island
On Avery Island — дебютный студийный альбом американской инди-рок-группы Neutral Milk Hotel. Он был выпущен 26 марта 1996 года на лейбле Merge Records.

## Предыстория и запись
Группа Neutral Milk Hotel была основана в Растоне, штат Луизиана, в конце 1980-х годов как один из многих домашних проектов звукозаписи музыканта Джеффа Мэнгама. Простые домашние записи, сделанные Мэнгамом со своими друзьями Робертом Шнайдером, Биллом Доссом и Уиллом Калленом Хартом, привели к формированию музыкального коллектива Elephant 6. После окончания средней школы Мэнгам переехал в Сиэтл и выпустил сингл «Everything Is» на Cher Doll Records под псевдонимом Neutral Milk Hotel. Выход сингла убедил Мэнгама записывать больше музыки под этим названием. Он переехал в Денвер и начал работать со Шнайдером над записью своего первого альбома On Avery Island.
On Avery Island записывался с февраля по май 1995 года и был спродюсирован Шнайдером. Он был записан в двух разных местах: примерно половина альбома была записано в доме музыкантов Дэйна Терри и Марисы Биссинджер, а вторая половина — в Pet Sounds Studio.

## Дополнительная информация
Название относится к острову Эйвери, острову с соляным куполом, наиболее известному как источник соуса Табаско в южной Луизиане, родном штате группы.
В британской версии этого компакт-диска есть ещё два трека: «Everything Is» и «Snow Song Pt. 1», взятые из сингла «Everything Is», как сообщается, без разрешения Джеффа Мэнгама. На виниловой пластинке «Pree-Sisters Swallowing a Donkey’s Eye» длится 3:28, в отличие от значительно более длинной цифровой версии и компакт-диска длительностью в 13:49. Версия для Великобритании также имеет другую обложку с изображением Джилл Карнес из Thimble Circus .

## Список композиций
Слова и музыка всех песен — написаны Джеффом Мэнгамом, кроме отмеченных. Аранжировки духовых написаны Робертом Шнайдером.
| №                   | Название                                                   | Длительность |
| ------------------- | ---------------------------------------------------------- | ------------ |
| 1.                  | «Song Against Sex»                                         | 3:40         |
| 2.                  | «You've Passed»                                            | 2:54         |
| 3.                  | «Someone Is Waiting»                                       | 2:31         |
| 4.                  | «A Baby for Pree»                                          | 1:21         |
| 5.                  | «Marching Theme»                                           | 2:58         |
| 6.                  | «Where You'll Find Me Now»                                 | 4:04         |
| 7.                  | «Avery Island / April 1st» (Jeff Mangum, Robert Schneider) | 1:48         |
| 8.                  | «Gardenhead / Leave Me Alone»                              | 3:14         |
| 9.                  | «Three Peaches»                                            | 4:01         |
| 10.                 | «Naomi»                                                    | 4:53         |
| 11.                 | «April 8th»                                                | 2:47         |
| 12.                 | «Pree-Sisters Swallowing a Donkey's Eye»                   | 13:49        |
| 13.                 | «Everything is…»                                           | 3:39         |
| 14.                 | «Snow song, Pt.1»                                          | 3:49         |
| Общая длительность: | Общая длительность:                                        | 47:58        |

## Участники записи
- Джефф Мэнгам — гитара, барабаны, вокал, колокола, ксилофон, воздушный орган, клавишные, кассеты, дизайн обложки
- Роберт Шнайдер — воздушные органы, домашние органы, фуз-бас, ксилофон, аранжировки валторны
- Лиза Янссен — фузз-бас на треках 2 и 8, оформление обложки
- Рик Бенджамин — тромбон на треках 1, 7, 8

В треке 12 Мариса Биссинджер, Хилари Сидни, Закари ДеМишель, Дейн Терри, Лиза Янссен, Аарон Риди и Джефф Мангам играют на различных индонезийских инструментах.